# Campeonato Tocantinense Segunda Divisão 2020
In 2020 werd de twaalfde editie van het Campeonato Tocantinense Segunda Divisão gespeeld voor voetbalclubs uit de Braziliaanse staat Tocantins. De competitie werd georganiseerd door de FTF en werd gespeeld van 4 november tot 6 december. Gurupi werd kampioen.
Araguaína, dat vorig jaar uit de eerste klasse degradeerde trok zich voor de start terug. 

## Eerste fase
| Plaats | Club                  | Wed. | W | G | V | Saldo | Ptn. |
| ------ | --------------------- | ---- | - | - | - | ----- | ---- |
| 1.     | Gurupi                | 4    | 4 | 0 | 0 | 15:1  | 12   |
| 2.     | Tocantins de Miracema | 4    | 2 | 1 | 1 | 10:6  | 7    |
| 3.     | Alvorada              | 4    | 2 | 1 | 1 | 8:4   | 7    |
| 4.     | Taquarussú            | 4    | 1 | 0 | 3 | 4:14  | 3    |
| 5.     | Araguaína             | 4    | 0 | 0 | 4 | 0:12  | 0    |

|  | Gekwalificeerd voor finale |

## Finale
|                  |           |       |                       |                  |
| 6 december 16:00 | Gurupi    | 1 – 0 | Tocantins de Miracema | Resendão, Gurupi |
| 6 december 16:00 | Igor Pato |       |                       | Resendão, Gurupi |

### Kampioen
| Campeonato Tocantinense de 2020 - Segunda Divisão |
| Tocantins                                         |
| ------------------------------------------------- |
| GURUPI Kampioen (1° titel)                        |